# Liste der Kulturdenkmäler in Flensungen
Die folgende Liste enthält die in der Denkmaltopographie ausgewiesenen Kulturdenkmäler auf dem Gebiet des Ortsteils Flensungen der Gemeinde Mücke, Vogelsbergkreis, Hessen.
Hinweis: Die Reihenfolge der Denkmäler in dieser Liste orientiert sich an der Anschrift, alternativ ist sie auch nach der Bezeichnung, der vom Landesamt für Denkmalpflege vergebenen Nummer oder der Bauzeit sortierbar.
Kulturdenkmäler werden fortlaufend im Denkmalverzeichnis des Landes Hessen durch das Landesamt für Denkmalpflege Hessen auf Basis des Hessischen Denkmalschutzgesetzes (HDSchG) geführt. Die Schutzwürdigkeit eines Kulturdenkmals hängt nicht von der Eintragung in das Denkmalverzeichnis des Landes Hessen oder der Veröffentlichung in der Denkmaltopographie ab.

Die bisher bekannten Bau- und Kunstdenkmäler hat das Landesamt für Denkmalpflege Hessen in sogenannten Arbeitslisten erfasst. Den Arbeitslisten liegen Erkenntnisse aus Akten, Ortsbegehungen und Denkmalinventaren, jedoch keine neuere systematische Forschung, zugrunde. Die Benehmensherstellung mit der Gemeinde gemäß § 11 Abs. 1 HDSchG ist noch nicht erfolgt.
Das Vorhandensein oder Fehlen eines Objekts in dieser Liste ist keine rechtsverbindliche Auskunft darüber, ob es Kulturdenkmal ist oder nicht: Diese Liste entspricht möglicherweise nicht dem aktuellen Stand der offiziellen Denkmaltopographie. Diese ist für Hessen in den entsprechenden Bänden der Denkmaltopographie Bundesrepublik Deutschland und im Internet unter DenkXweb – Kulturdenkmäler in Hessen einsehbar. Auch diese Quellen sind, obwohl sie durch das Landesamt für Denkmalpflege Hessen aktualisiert werden, nicht immer aktuell, da es im Denkmalbestand immer wieder Änderungen gibt.
Eine verbindliche Auskunft erteilt allein das Landesamt für Denkmalpflege Hessen.
Nutze diese Kartenansicht, um Koordinaten in der Liste zu setzen. In dieser Kartenansicht sind Kulturdenkmale ohne Koordinaten mit einem roten bzw. orangen Marker dargestellt und können in der Karte gesetzt werden. Kulturdenkmale ohne Bild sind mit einem blauen bzw. roten Marker gekennzeichnet, Kulturdenkmale mit Bild mit einem grünen bzw. orangen Marker.
| Bild            | Bezeichnung         | Lage                                               | Beschreibung | Bauzeit                                   | Objekt-Nr. |
| --------------- | ------------------- | -------------------------------------------------- | ------------ | ----------------------------------------- | ---------- |
| Bild gesucht BW | Gefallenendenkmal   | Am Eisenberg LageFlur: 1, Flurstück: 258/3         |              |                                           | 813261 DDB |
| weitere Bilder  | Ehemalige Schule    | Am Eisenberg 20 LageFlur: 1, Flurstück: 90/1       |              |                                           | 813262 DDB |
| weitere Bilder  | Steinkreuz          | Am Eisenberg 22 LageFlur: 1, Flurstück: 89/1       |              |                                           | 813263 DDB |
| weitere Bilder  | Evangelische Kirche | Am Eisenberg 22 LageFlur: 1, Flurstück: 89/1       | Saalkirche   | Ursprung 14. Jahrhundert, 1932 erweitert. | 938806 DDB |
| Flensunger Hof  | Flensunger Hof      | Am Flensunger Hof 10 LageFlur: 1, Flurstück: 165/3 |              |                                           | 813251 DDB |
| Bahnhof Mücke   | Bahnhof Mücke       | Bahnhofstraße 102 LageFlur: 2, Flurstück: 64/1     |              |                                           | 813739 DDB |
| Bild gesucht BW | Ehemalige Post      | Bahnhofstraße 111 LageFlur: 2, Flurstück: 38       |              |                                           | 938807 DDB |
| Bild gesucht BW |                     | Hauptstraße 33 LageFlur: 1, Flurstück: 91/1        |              |                                           | 813270 DDB |
| Rosselbach 9    |                     | Rosselbach 9 LageFlur: 1, Flurstück: 381           |              |                                           | 813250 DDB |